# The Revölution By Night
The Revölution By Night es el noveno álbum de estudio de Blue Öyster Cult, lanzado en 1983 por Columbia Records.
Producido por Bruce Fairbairn, el disco mezcla el hard rock con un pop rock más accesible, este fue el primer álbum de estudio sin la formación original, tras el alejamiento de Albert Bouchard (batería), quien es reemplazado aquí por Rick Downey.
"Shooting Shark" se transformó en hit radial, y fue acompañado por un videoclip, el cual recibió difusión a través de la cadena MTV, esta canción fue co-compuesta por el guitarrista Buck Dharma con Patti Smith, quien utilizó un poema propio para escribir la letra.
Otro tema que recibió difusión radial en emisoras AOR fue "Take Me Away", coescrita por el cantante Eric Bloom con el guitarrista canadiense Aldo Nova aunque, en definitiva, el álbum no llegó siquiera a ser certificado "oro" en los EE. UU.

## Lista de canciones
Lado A
1. "Take Me Away" - 4:31
2. "Eyes on Fire" - 3:56
3. "Shooting Shark" - 7:09
4. "Veins" - 3:59

Lado B
1. "Shadow of California" - 5:10
2. "Feel the Thunder" - 5:48
3. "Let Go" - 3:28
4. "Dragon Lady" - 4:08
5. "Light Years of Love" - 4:05

## Personal
- Eric Bloom: voz, guitarra
- Buck Dharma (Donald Roeser): guitarra líder, teclados, voz
- Joe Bouchard: bajo, guitarras acústicas y eléctricas, vocoder, voz
- Allen Lanier: piano, teclados
- Rick Downey: batería